# 고사
고사(告祀)는 주로 가족의 평안과 재앙의 회피를 빌고 집안의 가호(加護)를 기원하는 일종의 제로서 그 대상은 가내에 거주한다고 믿어지는 신체(神體)이다. 이때 제주는 주부(主婦)가 된다.
주부는 미리부터 몸을 깨끗이 가꾸고 고사날에는 타인의 출입을 금하고 문에는 새끼줄이나 소나무 가지를 꽂으며, 대문 앞에 흙을 뿌린다. 제주는 성주신(城主神)의 강림(降臨)을 기다려 집안의 구석구석에 고사떡을 바치면서 왼손을 아래로, 오른손을 그 위에 포개서 반신 이하로 굽혀 절하고, 소원의 말을 신체에게 아뢴다. 대개 음력 10월 상달에 들어서서 잡귀(雜鬼)가 요동하지 않는 길일(吉日)에 고사를 올린다. 고사떡은 대체로 3층이다. 고사는 성주대감(대청 마루의 대들보가 대감이 된다)과 토지대감(장독대에 위치한다)에게 주부가 북어·약주·고사떡을 바치고, 빌고 절하는 방식으로 기원한 후 집안의 평안을 기원한다. 그 다음에 우선 대주님(집주인)이 계시는 안방 아랫목에 제물을 드리고 빈 다음에 집식구 차례대로 그들이 쓰고 있는 방과 여러 가지 소유물에게도 제물을 바친다. 부엌·변소 등에도 제물을 올리고 마지막으로 대문에 제물을 드리는 것으로 고사를 끝낸다. 고사에는 떡이 불가결의 제물인데, 그 해에 남겨둔 씨앗을 심어 거둔 쌀을 가지고 만든 떡이다. 이것을 '씨갑떡'이라고 한다. 고사 전에 주부는 이웃의 먼 곳에 다니지 않는다든가 목욕재계하는 등의 결재(潔齋)가 필요하다.
고사 치성(告祀致誠)을 올리는 곳은 다음 여덟 곳이다.
1. 내당(안방)：이곳에서 제석항(帝釋缸)을 받들고 이때의 신주는 제석이고 이는 자손의 수호신이다.
2. 대청(大廳)：대들보 위에 성조(成造)를 제사한다. 성조신은 집과 집주인을 지키는 신주로서 남자이다.
3. 뒤뜰：여기에 '지죠리'를 제사하며 대감(大監)이 신주인데, 이 신주는 재산과 복을 더하여 주는 신이다.
4. 마당：이곳은 지신(地神)을 받드는 곳인데, 지신은 여신(女神)이고 그 집의 주부를 보호하여 준다.
5. 부엌：이곳에 기주(基主)를 모시는데 기주는 하인들을 지켜주는 신으로서 본래는 텃신이었고 조왕이라는 중국식 신명(神名)으로 불리기도 한다. 오늘날 민가에서뿐 아니라 사찰의 부엌에 모셔지고 있기도 하다.
6. 처마 밑：대청 마루 앞에 있는 처마 밑에서 걸립(乞粒)이 고사를 받는다.
7. 대문(현관)：수문장을 모신다.
8. 변소：정랑각시 또는 측신(厠神) 각시를 모시는데, 이것은 여성이라고 한다.